# بوومن (تنسی)
بوومن(به انگلیسی: Bowman) شهری در ایالت تنسی کشور ایالات متحده آمریکا است که جمعیت آن در سرشماری سال ۲۰۱۰ میلادی، ۳۰۲ نفر بوده‌است.